# Pure Prairie League
Pure Prairie League (ook wel PPL genoemd) is een Amerikaanse countryrockband die in 1969 is opgericht in Columbus, Ohio door zanger/gitarist/liedschrijver Graig Fuller, zanger/gitarist George Ed Powell, steelgitarist John David Call, bassist Phil Stokes en drummer Tom McGrail. De band werd genoemd naar een geheelonthoudersorganisatie die voorkwam in de western-film Dodge City (uit 1939) van regisseur Michael Curtiz. 

## Geschiedenis
De bandleden speelden eerst in diverse lokale bandjes zoals the Vikings, the Omars en Swiss Nanny. Het duurde ongeveer een jaar voordat de band een platencontract kreeg bij RCA Records. Het eerste (titelloze) album  werd uitgebracht in maart 1972. Op de hoes stond een tekening van een western-typetje genaamd Luke, die ontworpen was door de tekenaar Norman Rockwell en voor het eerst verscheen op de voorpagina van de Sathurday Evening Post in 1927. Luke is opgedoken op alle albumhoezen van de band.
Op het tweede album Bustin' out (1972) werd meegespeeld door enkele sessiemuzikanten, waaronder Mick Ronson die bekend was door zijn samenwerking met David Bowie en Mott the Hoople. Kort nadat dit tweede album was verschenen, werd Graig Fuller veroordeeld tot een half jaar hechtenis wegens dienstweigering (later zou toenmalig President van de Verenigde Staten Gerald Ford hem gratie verlenen). Fuller werd vervangen door Larry Goshorn, terwijl John David Call opnieuw toetrad tot de  band. In die bezetting gingen ze vaak optreden en het nummer Amie (van het album Bustin' out) werd frequent gedraaid op de radio. Dit album kreeg een gouden plaat. Dit was de eerste van vijf opeenvolgende succesvolle albums die de hitlijsten bereikten: Bustin' out (1972), Two lane highway (1975), Dance (1976), If the shoe fits (1976) en  Live! Takin' stage (1977). 
Op het derde album Two lane highway werd meegespeeld en -gezongen door de countrycoryfeeën Chet Atkins, Don Felder (Eagles), violist Johnny Gimble en Emmylou Harris, die samen met de band het duet Just can't believe it zong. Na dat album vertrok Call, die werd vervangen door Larry Goshorns broer Tim. Na het zevende album Just fly vormden de gebroeders Goshorn een eigen band en vertrok het laatste oorspronkelijke bandlid George Powell om meer aandacht te besteden aan zijn varkenshouderij in Ohio. Op dat moment bestond de band nog maar over Hinds, Connor en Reilly.
Als nieuw bandlid werd Vince Gill (zang, gitaar, mandoline, banjo, viool) aangetrokken, die eerder in diverse bluegrassformaties had gespeeld. Ook Steven Patrick Bolin (gitaar, zang, fluit en saxofoon) kwam de band versterken. In die samenstelling werd Can't hold back opgenomen. Vanwege de teleurstellende resultaten werd het platencontract met RCA stopgezet en maakte de band een overstap naar Casablanca Records, dat beter bekend was door hun discomuziek. Bolin werd vervangen door Jeff Wilson en in die bezetting werd het negende album Firin' up uitgebracht. De single Let me love you tonight bereikte de hitlijsten, evenals I'm almost ready en I can't stop the feeling.
Na het verschijnen van Something in my heart (1981) raakte de platenmaatschappij failliet en werd verkocht aan PolyGram Records die de meeste Cassablanca-artiesten aan de kant zette, waaronder Pure Prairie Legue. Vince Gill verliet de band. Hij werd later een succesvol solo-artiest en zou in 2016 de Eagles versterken na het overlijden van Glenn Frey. Al Garth (eerder Loggins & Messina en Nitty Gritty Dirt Band) werd de leadzanger van 1982 tot 1985, toen Fuller terugkeerde. In 1988 werd de groep opgeheven. In 1998 werd de band nieuw leven ingeblazen. Michael Connor stierf in september 2004 als gevolg van kanker. In 2005 bracht de groep een nieuw album uit, getiteld All in good time. Sindsdien speelt de band zo nu en dan in wisselende bezetting. In 2019 geven ze een reeks concerten in de Verenigde Staten met de bands Poco en Firefall.  

## Discografie
- Pure Prairie League (1972)
- Bustin' out (1972)
- Two lane highway  (1975)
- If the shoe fits (1976)
- Dance (1976)
- Takin' the stage (1977)
- Just fly (1978)
- Can't hold back (1979)
- Firin' up (1980)
- Something in the night (1981)
- Mementos 1971-1987 (re-recordings) (1987)
- Best of (1995)
- Greatest hits (1999)
- All-in good time (2006)